# Kougpela
Kougpela är en ort i Burkina Faso.   Den ligger i regionen Centre-Sud, i den centrala delen av landet, 60 km söder om huvudstaden Ouagadougou. Kougpela ligger 321 meter över havet och antalet invånare är 528.
Terrängen runt Kougpela är platt. Närmaste större samhälle är Tuili, 11,2 km norr om Kougpela.
Omgivningarna runt Kougpela är en mosaik av jordbruksmark och naturlig växtlighet. Runt Kougpela är det ganska tätbefolkat, med 104 invånare per kvadratkilometer.